# Élection présidentielle lituanienne de 1993
L'élection présidentielle lituanienne de 1993 (en lituanien 1993 m. Lietuvos Respublikos Prezidento rinkimai) est la première élection du président de la République de Lituanie depuis la restauration de l'indépendance du pays en 1990-91.